# Sergei Dmitrijewitsch Schawlo

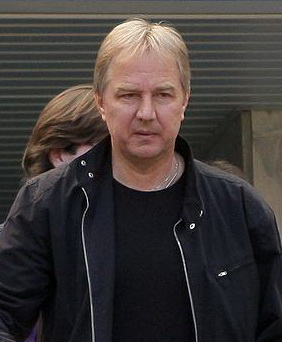
Sergei Schawlo 2009

Sergei Dmitrijewitsch Schawlo (russisch Сергей Дми́триевич Шавло́; * 4. September 1956 in Nikopol, Ukrainische SSR) ist ein ehemaliger sowjetischer Fußballspieler, Fußballtrainer und Fußballmanager.
Schawlo begann seine aktive Laufbahn als Fußballspieler im Jahr 1974 in der damaligen  Lettischen SSR, zunächst bei Elektron Riga, dann beim FK Daugava Riga. Im Jahr 1977 wechselte er zu Spartak Moskau und wurde mit diesem Team 1979 sowjetischer Meister. 1986 wechselte er zu Torpedo Moskau und wurde mit dieser Mannschaft im selben Jahr sowjetischer Pokalsieger.
Für die sowjetische Nationalmannschaft absolvierte Schawlo zwischen 1979 und 1985 19 Spiele, außerdem kam er zu fünf Einsätzen im sowjetischen Olympiateam und gewann mit dieser Mannschaft 1980 die Bronzemedaille bei der Olympiade in Moskau, während dieses Turniers erzielte er beim 8:0-Sieg seines Teams gegen die Kubanische Mannschaft ein Tor.
Im Jahr 1987 wechselte Schawlo als einer der ersten sowjetischen Fußballspieler in das Ausland zu  Rapid Wien, er wurde mit diesem Team 1988 österreichischer Meister. In den folgenden Jahren spielte Schawlo für verschiedene Vereine in Österreich und beendete seine aktive Laufbahn 1997 beim FC Laxenburg.
In den folgenden Jahren war Schawlo zunächst im Trainerstab einer Reihe von österreichischen und russischen Vereinen tätig, im Jahr 2005 wurde er Generaldirektor von Spartak Moskau und verblieb bis zum Jahr 2008 in dieser Funktion.